# Premio IEEE Charles Proteus Steinmetz
El Premio IEEE Charles Proteus Steinmetz es un premio de campo técnico otorgado a una persona por el Instituto de Ingenieros Eléctricos y Electrónicos (IEEE), por sus importantes contribuciones a la estandarización dentro del campo de la ingeniería eléctrica y electrónica . Este premio de nivel IEEE, que honra a Charles Proteus Steinmetz, fue creado en 1979 por la junta directiva del IEEE y patrocinado por la IEEE Standards Association . 
El premio se otorga únicamente a destinatarios individuales (no a grupos ni a varias personas en un solo año).   
Los destinatarios de este premio reciben una medalla de bronce, un certificado y un premio en metálico. 

## Destinatarios
Las siguientes personas han recibido el Premio IEEE Charles Proteus Steinmetz : 
- 2021: Haran C. Karmaker
- 2020: Solveig M. Ward
- 2019: Innocent Kamwa
- 2018: Craig M. Wellman
- 2017: David John Law
- 2016: Hermann Koch
- 2015: Steven Mills
- 2014: Mark Mcgranaghan
- 2013: Mohindar Sachdev
- 2012: Daleep C. Mohla
- 2011: James W. Moore
- 2010: Richard Deblasio
- 2009: James Thomas Carlo
- 2008: Roy Billinton
- 2007: Vic Hayes
- 2006: Steven Mark Halpin
- 2005: Wallace S. Read
- 2004: Julian Forster
- 2003: Donald C. Loughry
- 2002: Ben C. Johnson
- 2001: Stanley Baron
- 2000: Hiroshi Yasuda
- 1999: Dennis Bodson
- 1998: William J. McNutt
- 1997: L. John Rankine
- 1997: Donald N. Heirman
- 1996: Marco W. Migliaro
- 1995: L. Bruce McClung
- 1994: Clayton H. Griffin
- 1993: Ivan G. Easton
- 1992: Donald C. Fleckenstein
- 1991: Fletcher J. Buckley
- 1990: Warren H. Cook
- 1989: Joseph L. Koepfinger
- 1988: No Award
- 1987: Bruce B. Barrow
- 1986: Chester H. Page
- 1985: Charles L. Wagner
- 1984: H. Baron Whitaker
- 1983: William A. McAdams
- 1982: Ralph M. Showers
- 1981: No Award
- 1980: Leon Podolsky